# Listen with Mother
Listen with Mother (englisch: „Zuhören mit Mutter“) war eine britische Hörfunksendung für Kinder im Vorschulalter, die von 1950 bis 1982 von der BBC ausgestrahlt wurde, zunächst im BBC Light Programme und seit 1964 im BBC Home Service (später in BBC Radio 4 umbenannt). Die Sendung wurde von bis zu einer Million Hörern regelmäßig eingeschaltet, auch von vielen Erwachsenen.
Die erste Ausgabe wurde am 16. Januar 1950 gesendet.
Listen with Mother wurde täglich um 13.45 Uhr unmittelbar vor dem Frauenfunk Woman’s Hour ausgestrahlt und richtete sich „an Mütter und Kinder zuhause“. Die Moderatorinnen waren Daphne Oxenford, Julia Lang und Dorothy Smith. Es gab Kinderreime und Musik zu hören. Im Mittelpunkt jeder Folge aber stand eine kurze Geschichte, die von der Moderatorin erzählt wurde. Sie begann immer mit dem Satz: „Are you sitting comfortably? Then I’ll begin!“ (auf Deutsch: „Sitzt ihr bequem? Dann fange ich an!“) Dieser Spruch wurde mit der Zeit zu einem geflügelten Wort; er wurde schließlich sogar ins Oxford Dictionary of Quotations aufgenommen.  Jede Ausgabe dauerte eine Viertelstunde und endete mit der Berceuse aus Gabriel Faurés Dolly Suite, auf dem Klavier gespielt von Eileen Brown und Roger Fiske.
Im Laufe der Zeit nahm die Zahl der Hörer ab, während der Zuspruch für die Fernsehsendung Watch with Mother („Zuschauen mit Mutter“) stetig stieg. Als Listen with Mother 1982 abgesetzt wurde, kam es zu Protesten der Hörer. Zahlreiche Parlamentsabgeordnete und Prominente sprachen sich für den Erhalt der Sendung aus, und Pädagogen äußerten ihre Besorgnis.